# Подъязычная кость
Подъязычная кость (лат. os hyoideum) — небольшая непарная кость, которая имеет форму подковы и залегает под языком, ниже нижней челюсти. Несмотря на расположение в области шеи, чаще всего, учитывая филогенез, анатомически рассматривается совместно с костями лицевой части черепа. Подъязычная кость является единственной крупной костью в теле человека, которая непосредственно или с помощью сустава не соединяется с другими костями.

## Анатомия
Подъязычная кость состоит из:
- тела подъязычной кости (лат. corpus ossis hyoidei) — уплощённой выпуклой вперёд формы, нижний край толще, спереди и сверху имеются гребни. Располагается во фронтальной плоскости, на концах имеются суставные поверхности или хрящи, посредством которых происходит соединение с большими и малыми рогами;
- больших рогов (лат. cornua majora) — парные, также уплощённой формы, длиннее тела подъязычной кости, на концах имеют утолщения. Располагаются горизонтально, одним концом прикрепляясь к концам тела подъязычной кости, вторые концы направлены горизонтально назад и латерально;
- малых рогов (лат. cornua minora) — парные, имеют небольшие размеры, соединены с концами тела подъязычной кости суставами или соединительной тканью. Малые рога могут не окостеневать и оставаться хрящевыми.

Форма, размеры и расположение подъязычной кости могут у разных людей незначительно варьировать, отличаясь как индивидуально, так и по половому признаку.

### Иннервация
Чувствительная иннервация надкостницы: ?
Двигательная иннервация мышц прикрепляемых к подъязычной кости и управляющих её движением осуществляется двигательными волокнами:
- челюстно-подъязычного нерва (лат. n. mylohyoideus — ветвь нижнего альвеолярного нерва (лат. n. alveolaris inferior), ветви нижнечелюстного нерва (лат. n. mandibularis), в свою очередь ветви тройничного нерва) — челюстно-подъязычная мышца и переднее брюшко двубрюшной мышцы;
- шилоподъязычной (лат. r. stylohyoideus) и двубрюшной (лат. r. digastricus) ветвей лицевого нерва — шилоподъязычная мышца и заднее брюшко двубрюшной мышцы;
- язычных ветвей (лат. rr. linguales) подъязычного нерва — прикрепляющиеся к кости мышцы языка;
- шейного сплетения:

⋅ часть волокон первого шейного нерва (CI) не вошедшие в шейную петлю — подбородочно-подъязычная мышца;
⋅ нервных стволов шейной петли (лат. ansa cervicalis) CI-CIII — мышцы ниже подъязычной кости (в образовании шейной петли и иннервации мыщц принимает участие также нисходящая ветвь (лат. r. descendens) подъязычного нерва).

### Кровоснабжение
артерии
Артериальное кровоснабжение подъязычной кости осуществляется передними ветвями наружных сонных артерий (левой и правой):
- язычная артерия (лат. a. lingualis) — её надподъязычной ветвью;
- верхняя щитовидная артерия (лат. a. thyreoidea superior) — её подподъязычной ветвью.

Между одноимёнными правыми и левыми ветвями существуют анастомозы.
вены
лимфоотток
Выше тела подъязычной кости, на челюстно-подъязычных мышцах спереди, располагаются подбородочные лимфоузлы, ниже, вдоль передних яремных вен — поверхностные передние шейные (яремные) лимфоузлы.

## Прилегающие анатомические образования
Подъязычная кость является нижней границей подчелюстной области шеи: подъязычного треугольника (лат. trigonum submentale) переднего треугольника шеи (лат. trigonum cervicale anterius).
Сверху
К подъязычной кости крепятся парные (левые и правые) надподъязычные мышцы срединной группы поверхностных мышц шеи: двубрюшная мышца (лат. musculus digastricus) — прикрепляются к телу оба брюшка; шилоподъязычная мышца (лат. musculus stylohyoideus) — прикрепляется к телу и большому рогу; челюстно-подъязычная мышца (лат. musculus mylohyoideus) — прикрепляется к передней поверхности тела; подбородочно-подъязычная мышца (лат. musculus geniohyoideus) — прикрепляется к передней поверхности тела.
Некоторые из парных скелетных мышц языка, а именно: подъязычно-язычная мышца (лат. musculus hyoglossus) — прикрепляется к верхнему краю тела и большого рога; подбородочно-язычная мышца (лат. musculus genioglossus) — нижние пучки прикрепляется к верхнему краю тела: хрящеязычная мышца (лат. musculus chondroglossus) — прикрепляется к малому рогу. Шилоподъязычная связка (лат. ligamentum stylohyoideum) в которой могут быть небольшие сесамовидные кости — соединяет шиловидный отросток височной кости с концом малого рога, парная. Выше кости располагается поднижнечелюстная слюнная железа.
Снизу
К подъязычной кости крепятся парные подподъязычные мышцы срединной группы поверхностных мышц шеи: грудино-подъязычная мышца (лат. musculus sternohyoideus) — прикрепляется к телу образуя позадиподъязычную сумку (лат. bursa retrohyoidea) и подподъязычную сумку (лат. bursa infrahyoidea); грудино-щитовидная мышца (лат. musculus sternothyroideus) — непосредственно к подъязычной кости не прикрепляется, её продолжением является щитоподъязычная мышца; щитоподъязычная мышца (лат. musculus thyrohyoideus) — прикрепляется к краю большого рога; мышца, поднимающая щитовидную железу (лат. musculus levator glandulae thyroideae) — прикрепляется к телу, у некоторых людей может отсутствовать; лопаточно-подъязычная мышца (лат. musculus omohyoideus) — прикрепляется к нижнему краю тела. Ниже кости располагается щитовидный хрящ.
Снизу к подъязычной кости также прикрепляются: щитоподъязычная мембрана (лат. membrana thyrohyoidea) изменяющая положение гортани согласно движениям подъязычной кости при актах глотания — от гортани к телу и большим рогам; латеральные щитоподъязычные связки (лат. ligamentum thyrohyoideum laterale) имеющие сесамовидные зерновидные хрящи (лат. cartilago triticea) — от верхних рогов щитовидного хряща к задним концам больших рогов подъязычной кости; непарная срединная щитоподъязычная связка (лат. ligamentum thyrohyoideum medianum) — к телу. Иногда (как вариант нормы) снизу может примыкать пирамидальная доля (лат. lobus pyramidalis) щитовидной железы прикрепляясь к кости фиброзной капсулой.
Спереди
Спереди от подъязычной кости расположены: поверхностная пластинка (лат. lamina superficialis) фасции шеи (лат. fascia cervicalis) прикрепляясь к ней, подкожная мышца шеи (лат. platysma), подкожная жировая клетчатка и кожа. У худощавых людей подъязычная кость может прощупываться через кожу. Спереди латеральнее от больших рогов проходят наружные сонные артерии и внутренние яремные вены, спереди от тела проходят передние яремные вены.
Сзади
Сзади от подъязычной кости располагается надгортанник разделённый от неё жировой клетчаткой окологлоточного пространства. Подъязычно-надгортанная связка (лат. ligamentum hyoepiglotticum) — прикрепляется к заднему краю тела. С заднебокового направления прикрепляется средний констриктор глотки (лат. constrictor pharyngis medius): рожково-глоточная часть (лат. pars ceratopharyngea) — к большому рогу, хрящеглоточная часть (лат. pars chondropharyngea) — к малому рогу.

## Физиология
Являясь местом прикрепления мышц, а также гортани, в зависимости от того, какие мышцы задействуются (сокращаются) в том или ином движении, функционально подъязычная кость у человека участвует в качестве рычага в:
- опускании нижней челюсти (наклон головы вперёд без открывания рта, открывание рта без наклона или с наклоном головы, наклон головы назад при фиксации нижней челюсти от движения вниз) — в движении принимают участие все мышцы прикрепляющиеся к кости (дополнительно к другим мышцам области шеи и головы, а также к силе тяжести в положении стоя);
- движение нижней челюсти назад — в движении принимают участие двубрюшные, шилоподъязычные, подбородочно-подъязычные мышцы (дополнительно к височной мышце);
- вращение головы в сторону — в движении принимает участие шилоподъязычная мышца (левая или правая, дополнительно к другим мышцам области шеи);
- глотании посредством движения гортани (вместе с костью, при акте глотания гортань приподнимается вверх, в совокупности с синхронным движением надгортанника при этом происходит перекрывание просвета гортани при прохождении пищевого комка или жидкости по глотке, после проглатывания гортань опускается, надгортанник приподнимается):

вверх — в движении принимают участие двубрюшные мышцы;
вверх назад — в движении принимают участие шилоподъязычные мышцы;
вверх вперёд — в движении принимают участие челюстно-подъязычные, подбородочно-подъязычные мышцы;
вниз — в движении принимают участие лопаточно-подъязычные, грудино-подъязычные мышцы, синхронно сокращаясь грудино-щитовидная и щитоподъязычная;
- голосообразовании посредством движения щитовидного хряща гортани — щитоподъязычные мышцы двигают вверх, грудино-щитовидные мышцы двигают вниз;
- движение языка вниз назад — в движении принимают участие подъязычно-язычные мышцы;
- акте вдоха (вспомогательно, дополнительно к мышцам грудной клетки и шеи) — в движении принимают участие грудино-подъязычные, грудино-щитовидные мышцы.

## Морфогенез

### Онтогенез
У эмбриона человека развивается из состоящих из хрящевой ткани жаберных дуг образуемых между жаберными карманами мезенхимы у начала первичной кишки:
- из нижней части II висцеральной дуги (подъязычной) — малые рога подъязычной кости, шилоподъязычная связка;
- из III висцеральной дуги (I жаберной) — тело подъязычной кости, большие рога подъязычной кости.

Окостенение начинается с больших рогов и тела в 8-10 месяцев внутриутробного развития, и малых рогов с 1-2 лет, с последующим полным окостенением и срастанием в единую кость к 25-30 годам.

### Филогенез
Подъязычная кость имеется и у некоторых других позвоночных животных. В частности, у хамелеонов она имеет отличительные особенности в виде удлинённого тела и равных по длине рожков и, участвует у них в «хранении» спиралевидно скрученного языка в свёрнутом положении и его распрямления при «выстреливании» в направлении добычи.
Подъязычная кость происходят из мезэктодермы и относятся к висцеральному скелету. В процессе филогенеза подъязычная кость, наряду с хрящами гортани, эволюционирует у наземных позвоночных животных из задних (висцеральных) жаберных дуг. Сохраняется подъязычная кость и у вторично ставших водными животными млекопитающих, к примеру у дельфинов.

## Галерея
- Положение кости в скелете человека (красным)
- 3D изображение
- Поверхностные мышцы шеи и подъязычная кость

## Патологии
Подъязычная кость может служить местом для хирургического прикрепления гортани при операциях по ларингоплексии при рубцовых постравматических изменениях, стенозах гортани, резекциях и некоторых видах ларингоэктомии при новообразованиях гортани.
Могут быть аномалии развития, к примеру отсутствие одного из малых рогов. Низкое расположение подъязычной кости является одним из предрасполагающих факторов cиндрома обструктивного апноэ сна.
Травмы подъязычной кости в виде переломов тела, больших рогов, разрывов и надрывов места соединения больших рогов с телом, могут возникнуть при ударах и ранениях в поднижнечелюстной области шеи, падениях с высоты, автоавариях, удавлениях. Повреждение может быть изолированным только кости, либо в виде повреждения подъязычногортаннотрахеального комплекса. Перелом подъязычной кости может проявляться нарушением глотания, речи, западением языка, болями при открывании рта и движением языком вперёд. При разрывах мышц, связок, гортани, трахеи происходит смещение подъязычной кости под действие мышц антагонистов или тяжести гортано-глотки. В редких случаях переломы этой кости могут привести к летальному исходу.
Довольно редко может встречаться хондросаркома подъязычной кости, в подъязычную кость могут прорастать опухоли гортани.
Встречается и патологическое обызвествление шилоподъязычной связки, чаще в старческом возрасте.